# Renault Twingo III
Renault Twingo III er den tredje modelgeneration af Renaults mikrobil Twingo. Modellen har været i produktion siden september 2014.

## Generelt
Den tredje modelgeneration af Twingo er udviklet i joint venture med Smart, og har derfor flere tekniske træk til fælles med Smart-modellerne Fortwo og Forfour. Alle disse fireperspners modeller produceres på den samme fabrik.
Allerede på møbelmessen i Milano i 2013 viste Renault med den eldrevne prototype Twin'Z en forsmag på den nye Twingo. I rammerne af Formel 1 i Monaco i 2013 viste Renault med Twin'Run en yderligere prototype med en 3,5-liters V6-motor med 235 kW (320 hk) og en accelerationstid fra 0 til 100 km/t på 4,5 sekunder.
Modellen blev første gang præsenteret på Geneve Motor Show 2014.
I modsætning til sine forgængere har Twingo III fem døre og en længde på 3,59 m. Modellen er 10 cm kortere end forgængeren, dog er akselafstanden 13 cm længere. Dette koncept muliggør en vendekreds på 8,65 m.
Salget af Twingo III startede i september 2014.
- Renault Twingo (2019−)
- Bagfra
- Renault Twingo Z.E. (2020−)
- Bagfra
- Renault Twin'Z
- Bagfra
- Renault Twin'Run
- Bagfra

## Forbrændingsmotorer
Som noget usædvanligt i sin klasse har Twingo II centermotor foran bagakslen og baghjulstræk. Ved vedligeholdelsesarbejder er motoren tilgængelig gennem en fastskruet luge i bunden af bagagerummet, mens batteriet og sprinklervæskebeholderen befinder sig under fronthjelmen, hvor der dog ikke er noget ekstra opbevaringsrum.
Ved introduktionen fandtes Twingo III med to motorer: En sugemotor på 999 cm³ med 52 kW (71 hk) og en turbomotor på 898 cm³ med 66 kW (90 hk). Begge motorer opfylder Euro6-normen. Normforbruget på versionen med sugemotor ligger på 4,5 liter pr. 100 km, og med start/stop-system, som er ekstraudstyr, på 4,2 liter pr. 100 km.

## Design og facelift
Twingo er efter Clio fra 2012 og Renault Captur fra 2013 den tredje serieproducerede bilmodel med den af Renaults nye chefdesigner, Laurens van den Acker, for første gang på konceptbilen Renault DeZir benyttede nye designlinje.
I november 2016 tilkom den sportslige udgave Twingo GT, som drives af en 80 kW (109 hk) stærk 0,9-liters turbomotor (ENERGY TCe 110) med et drejningsmoment på 170 Nm, hvilket giver bilen en accelerationstid fra 0 til 100 km/t på 9,6 sekunder. Denne motor er indtil videre forbeholdt GT-modellen og er med følgende modifikationer baseret på ENERGY TCe 90:
- En 23 procent stærkere luftindsugning
- En 12 procent lavere indsugningslufttemperatur ved hjælp af et ekstra luftindtag
- Et højere omdrejningstal for turboladeren
- En stærkere brændstofpumpe
- En stærkere vandpumpe for bedre motorkøling
- Et højere maksimalt omdrejningstal (6800 omdr./min.)

For at betone modellens "sportslige" karakter, blev de eksisterende luftindtag i hjulkasserne suppleret af et ekstra i den venstre bagskærm. Derudover har modellen en gearkasse med lavere udvekslingsforhold, 17"-hjul, dobbelt udstødningsenderør, et sænket karrosseri med optimeret ESP samt et styretøj med variabel udveksling, en reaktiv (sensibel) gaspedal og langsgående striber på taget. Siden marts 2017 findes modellen også med en automatisk 6-trins dobbeltkoblingsgearkasse (EDC).
I maj 2019 fik Twingo et facelift, hvor forlygterne og frontskørterne blev let modificeret. Desuden kom der et nyt infotainmentsystem og reviderede motorer. Efter faceliftet findes Twingo med to trecylindrede 1,0-litersmotorer med 65 hhv. 73 hk. Desuden findes der en 0,9-liters turbomotor med 93 hk, som kan kombineres med en dobbeltkoblingsgearkasse. Med undtagelse af 65 hk-versionen udgik alle forbrændingsmotorer til modelåret 2021.

## Twingo Z.E.
I februar 2020 introducerede Renault den batterieldrevne version Twingo Z.E. med elmotoren fra de identiske Smart-modeller. Batteriet er en lithium-ion-akkumulator med en anvendelig kapacitet på 21,3 kWh, hvilket giver bilen en rækkevidde på 190 km. Twingo Z.E. accelererer fra 0 til 100 km/t på 12,9 sekunder, og topfarten er elektronisk begrænset til 135 km/t. I modsætning til de fleste andre elbiler i mikroklassen er Twingo Z.E. baghjulstrukket.

## Tekniske data
|                                                | 1.0 SCe 65          | 1.0 SCe 65          | 1.0 SCe 70                             | 1.0 SCe 70 Stop&Start | 1.0 SCe 75          | 0.9 Energy TCe 90                      | 0.9 TCe 90                             | 0.9 TCe 110 GT                         | Z.E.                          |
| Byggeår                                        | 5/2019−9/2020       | 9/2020−             | 9/2014−5/2019                          | 9/2014−5/2019         | 5/2019−12/2020      | 9/2014−5/2019                          | 5/2019−12/2020                         | 11/2016−5/2019                         | 8/2020−                       |
| Motordata                                      |                     |                     |                                        |                       |                     |                                        |                                        |                                        |                               |
| Motorkode                                      |                     |                     | H4D 400                                | H4D 400               |                     | H4B 401                                |                                        | H4B 45X                                |                               |
| Motortype                                      | R3-benzinmotor      | R3-benzinmotor      | R3-benzinmotor                         | R3-benzinmotor        | R3-benzinmotor      | R3-benzinmotor                         | R3-benzinmotor                         | R3-benzinmotor                         | Elmotor                       |
| Antal ventiler pr. cylinder                    | 4                   | 4                   | 4                                      | 4                     | 4                   | 4                                      | 4                                      | 4                                      | –                             |
| Ventilstyring                                  | DOHC, tandrem       | DOHC, tandrem       | DOHC, tandrem                          | DOHC, tandrem         | DOHC, tandrem       | DOHC, tandrem                          | DOHC, tandrem                          | DOHC, tandrem                          | –                             |
| Fødesystem                                     | Multipoint          | Multipoint          | Multipoint                             | Multipoint            | Multipoint          | Multipoint                             | Multipoint                             | Multipoint                             | –                             |
| Trykladning                                    | –                   | –                   | –                                      | –                     | –                   | Turbolader                             | Turbolader                             | Turbolader                             | –                             |
| Køling                                         | Vandkøling          | Vandkøling          | Vandkøling                             | Vandkøling            | Vandkøling          | Vandkøling                             | Vandkøling                             | Vandkøling                             | –                             |
| Boring × slaglængde                            | 72,2 × 81,3 mm      | 72,2 × 81,3 mm      | 72,2 × 81,3 mm                         | 72,2 × 81,3 mm        | 72,2 × 81,3 mm      | 72,2 × 73,1 mm                         | 72,2 × 73,1 mm                         | 72,2 × 73,1 mm                         | –                             |
| Slagvolume                                     | 999 cm³             | 999 cm³             | 999 cm³                                | 999 cm³               | 999 cm³             | 898 cm³                                | 898 cm³                                | 898 cm³                                | –                             |
| Kompressionsforhold                            |                     |                     | 10,5:1                                 | 10,5:1                |                     | 9,5:1                                  |                                        |                                        | –                             |
| Maks. effekt ved omdr./min.                    | 48 kW (65 hk) 6250  | 48 kW (65 hk) 6250  | 52 kW (71 hk) 6000                     | 52 kW (71 hk) 6000    | 54 kW (73 hk) 6250  | 66 kW (90 hk) 5500                     | 68 kW (93 hk) 5500                     | 80 kW (109 hk) 5750                    | 60 kW (82 hk) 3590–11450      |
| Maks. drejningsmoment ved omdr./min.           | 95 Nm 4000          | 95 Nm 4000          | 91 Nm 2850                             | 91 Nm 2850            | 95 Nm 4000          | 135 Nm 2500                            | 135 Nm 2500                            | 170 Nm 2000                            | 160 Nm 500–3590               |
| Udstødningsnorm                                | Euro 6d-TEMP        | Euro 6d             | Euro 6                                 | Euro 6                | Euro 6d-TEMP        | Euro 6                                 | Euro 6d-TEMP                           | Euro 6                                 | –                             |
| Kraftoverførsel                                |                     |                     |                                        |                       |                     |                                        |                                        |                                        |                               |
| Drivende hjul                                  | Baghjul             | Baghjul             | Baghjul                                | Baghjul               | Baghjul             | Baghjul                                | Baghjul                                | Baghjul                                | Baghjul                       |
| Gearkasse (standardudstyr)                     | 5-trins manuel      | 5-trins manuel      | 5-trins manuel                         | 5-trins manuel        | 5-trins manuel      | 5-trins manuel                         | 5-trins manuel                         | 5-trins manuel                         | 1-trins reduktions- gearkasse |
| Gearkaase (ekstraudstyr)                       | –                   | –                   | 6-trins dobbeltkoblings- gearkasse EDC | –                     | –                   | 6-trins dobbeltkoblings- gearkasse EDC | 6-trins dobbeltkoblings- gearkasse EDC | 6-trins dobbeltkoblings- gearkasse EDC | –                             |
| Præstationer                                   |                     |                     |                                        |                       |                     |                                        |                                        |                                        |                               |
| Topfart                                        | 158 km/t            | 158 km/t            | 151 km/t                               | 151 km/t              | 163 km/t            | 165 km/t                               | 165 km/t                               | 182 km/t                               | 135 km/t                      |
| Acceleration 0-100 km/t                        | 15,1 sek.           | 15,1 sek.           | 14,5 sek.                              | 14,5 sek.             | 14,1 sek.           | 10,8 sek.                              | 11,1 sek.                              | 9,6 sek. EDC: 10,4 sek.                | 12,9 sek.                     |
| Brændstofforbrug pr. 100 km ved blandet kørsel | 4,4 liter Blyfri 95 | 4,4 liter Blyfri 95 | 5,0 liter Blyfri 95                    | 4,2 liter Blyfri 95   | 4,4 liter Blyfri 95 | 4,3−4,8 liter Blyfri 95                | 4,7–5,1 liter Blyfri 95                | 5,3 liter Blyfri 95                    | –                             |
| Energiforbrug pr. 100 km ved blandet kørsel    | –                   | –                   | –                                      | –                     | –                   | –                                      | –                                      | –                                      | 16,3 kWh                      |
| CO2-udslip ved blandet kørsel                  | 100 g/km            | 100 g/km            | 105 g/km                               | 95 g/km               | 100 g/km            | 99−107 g/km                            | 108–116 g/km                           | 115–118 g/km                           | –                             |